# 이반 닐센
이반 닐센(덴마크어: Ivan Nielsen, 1956년 10월 9일, 수도 지역 프레데릭스베르 ~)은 덴마크의 전직 프로 축구 선수로, 현역 시절 네덜란드의 페예노르트와 PSV에서 활약한 것으로 알려져 있고, PSV 시절에는 유러피언컵을 들어올렸다. 중앙 수비수인 그는 덴마크 국가대표팀 경기에 51번 출전했고, 자국을 대표로 1986년 월드컵과 2번의 유럽 선수권 대회에 참가했다.

## 생애
쾨벤하운 근교의 프레데릭스베르 출신인 이반 닐센은 1975년에 프레마 아마게르의 1군 선수로 신고식을 치렀다. 그는 1977년 9월에 덴마크 U-21 국가대표팀 경기에 처음 출전하기도 했고, U-21 국가대표팀 경기에 6번 출전해 1골을 기록했다. 1979년, 그는 해외로 진출하여 네덜란드 에레디비시의 페예노르트에 입단하며 프로 선수가 되었다.
그는 1980년 KNVB 베커르를 우승한 페예노르트 선수단의 일원으로, 1980년 11월에 제프 피온테크 국가대표팀 감독의 부름을 받아 덴마크 국가대표팀 첫 경기에 출전했다. 1984년, 닐센과 페예노르트 선수단은 1984년에 에레디비시와 KNVB 베커르를 동시에 석권했다. 그는 같은 해 덴마크 국가대표팀 일원으로 유로 1984에 참가했다. 그는 덴마크가 출전한 4경기에 모두 출전했는데, 덴마크는 이 대회에서 준결승전까지 올라갔다. 그는 1986년 월드컵 때에도 차출되어 3경기에 출전했는데, 이번 대회에서는 16강에 진출했다. 페예노르트에서 7년을 보낸 그는 1986년에 구단을 떠났다.
그의 행선지는 에레디비시를 우승한 PSV였고, 이 곳에서 같은 덴마크 국적의 프랑크 아르네센과 얀 하인체와 조우했다. 닐센은 PSV의 1987년부터 1989년까지의 에레디비시 3연패와, 1988년부터 1990년까지의 KNVB 베커르 3연패에 일조했다. 그가 PSV에서 거둔 최고의 성과는 국제 대회인 1988년 유러피언컵 우승으로, 결승전에서 포르투갈의 벤피카를 승부차기로 이기고 정상에 올랐다. 닐센은 유로 1988에서도 덴마크 국가대표로 출전했다. 그러나, 덴마크 국가대표팀은 이 대회에서 실망적인 성적을 거두었는데, 닐센만이 노장들 중 제 역할을 했던 유일한 선수였다. 그는 1989년 11월에 국가대표팀에서 은퇴했는데, 그는 51번의 국제 경기에서 골맛을 본 적이 없다.
PSV에서 4년을 보낸 닐센은 1990년에 자국 무대로 복귀해 말년을 보냈다. 그는 전 소속 구단 프레마 아마게르에서 1년을 보냈다. 이후, 그는 1991년에 B 1903으로 이적했고, 이 구단은 1992년에 쾨벤하운으로 합병되었고, 닐센은 새로 합병한 구단에서 계속 활약했다. 그는 쾨벤하운 선수단 일원으로 새로 출범한 수페르리가 첫 시즌 정상에 등극했다. 그 시즌이 끝난 후, 그는 네스트베드로 이적해 얼마 지나지 않아 축구화를 벗었다. 그는 네스트베드와 드라괴르를 지도했고, 이후 쾨벤하운에서 배관공으로 개업했다.

## 경기 방식
1.92m의 큰 키, 강인한 체격, 그리고 체력을 겸비한 닐센은 강인한 대인 방어형 수비수였다. 1986년 월드컵 경기에서, 그는 우루과이의 거물 선수인 엔초 프란체스콜리를 완벽히 틀어막아, 그가 원하는 대로 움직이고 경기를 전개하지 못하게 만들었다. 그는 이 경기 7분에 프란체스콜리를 거칠게 저지하면서 경고를 받았다. 전반전이 끝나기 전, 닐센은 문전 구역 앞에서 그를 쓰러뜨렸다. 이를 가까이서 지켜보던 주심은 페널티킥을 선언했고, 프란체스콜리는 우루과이의 만회골을 기록해 1-2로 따라갔지만, 덴마크는 이 경기에서 6-1 완승을 거두었다.

## 수상
페예노르트
- 에레디비시: 1983–84
- KNVB 베커르: 1979–80, 1983–84

PSV
- 에레디비시: 1986–87, 1987–88, 1988–89
- KNVB 베커르: 1987–88, 1988–89, 1989–90
- 유러피언컵: 1987–88

쾨벤하운
- 덴마크 수페르리가: 1992–93